# Onotoa
Onotoa eller Onotoaatollen är en ö i Mikronesien som tillhör Kiribati i Stilla havet.

## Geografi
Onotoa är en ö bland Gilbertöarna och ligger cirka 600 kilometer söder om huvudön Tarawa. 
Ön är en korallatoll och har en areal om ca 29,2 km². Atollen omges av ett korallev. Atollen utgörs av huvudön och en rad småöar i norr och i söder. Den högsta höjden är på endast några m ö.h.
Befolkningen uppgår till ca 1 900 invånare.
Onotoa har en liten flygplats Onotoa Airport (flygplatskod "OOT") för lokalt flyg.

## Historia
Ön upptäcktes troligen 1826 av brittiske kaptenen Clark på valfångstfartyget John Palmer men siktades samma år även av amerikanske kaptenen Chase på fartyget Japan.
1820 namngav estnisk/ryske Adam Johann von Krusenstern öarna Iles Gilbert och Gilbertöarna blev tillsammans med Elliceöarna slutligen ett brittiskt protektorat 1892. I januari 1915 blev området en egen koloni.
1892 besöktes ön av brittiske kapten Edward Henry Meggs Davis i samband med att hela Gilbertöarna blev ett brittiskt protektorat.
Under andra världskriget ockuperades området mellan 1941 och 1943 av Japan för att sedan återgå under brittisk överhöghet.
1971 erhåller Gilbertöarna autonomi och blir i juli 1979 en självständig nation med namnet Kiribati.